# Scandalo (album Gianna Nannini)
Scandalo è il nono album di Gianna Nannini uscito il 27 agosto 1990.

## Descrizione
L'album venne realizzato col produttore Dave M. Allen, noto per il suo lavoro con The Cure, Sisters Of Mercy e Associates. La filosofia che sta alla base del disco è il radical folk. Secondo le parole della stessa Nannini: «L'unico modo in cui si può fare musica veramente internazionale oggi consiste nel radicalizzare il folk, radicalizzare gli accenti locali».
I brani Spiriti amanti e Madonna - Welt sono realizzati in collaborazione con Piero Pelù.
Il videoclip di lancio del singolo che dà il titolo all'album è stato girato a Breslavia in Polonia con la regia di Dieter Meier. La tournée che seguì il lancio dell'album toccò diversi paesi europei e il concerto di Amburgo ebbe come ospite Rod Stewart.
La copertina di Scandalo avrebbe dovuto raffigurare una lacrima vera fotografata in bianco e nero.
Il disco vide l'esordio come assistente di studio del produttore inglese Nigel Godrich che in seguito raggiunse il successo mondiale lavorando con Radiohead, Beck, Travis, Air, Paul Mccartney, Roger Waters e molti altri.

## Tracce
1. Scandalo - 3.32
2. 5 minuti - 4.28
3. Indiana - 5.06
4. Dea - 2.36
5. E-ya-po e-ya-po - 3.33
6. Madonna-Welt - 4.23
7. Due ragazze in me - 3.44
8. Sorridi - 3.49
9. Spiriti amanti - 4.11
10. Fiori del veleno - 4.23
11. Salomè - 5.06
12. Una luce - 3.54

## Musicisti
- Gianna Nannini - voce, pianoforte, violino
- Hans Baar - basso
- David M. Allen - carillon
- Igor Berin - chitarra
- Rüdiger Braune - batteria, percussioni
- Marco Colombo - chitarra, tastiera, percussioni
- Rüdiger Elze - chitarra
- Martin Evans - pianoforte
- Franco Faraldo - percussioni
- Chris Jarrett - chitarra
- Andy Wright - tastiera
- Klaus Lehr - mandolino
- Corrado Sfogli - chitarra, mandolino, percussioni
- Jacqueline Shave - violino
- Patrick Kierman - violino
- Katie Wilkinston - violoncello, viola
- Deborah Jones - oboe
- Spider Stacy - tin whistle
- Elizabeth Randell - corno francese
- Chor der Neunen Gemeinheit - cori
- Derek Gale - cori

## Promozione
| Video Promo       | Singolo  | Radio Promo | Data di uscita | Classifica Singoli - Hit Parade Italia |
| Scandalo          | Scandalo | Scandalo    | agosto 1990    | # 1                                    |
| Due ragazze in me |          |             | 1990           |                                        |
| Sorridi           |          |             | 1991           |                                        |

## Classifiche

### Classifiche settimanali
| Classifica (1990) | Posizione massima |
| ----------------- | ----------------- |
| Austria           | 27                |
| Germania          | 18                |
| Svizzera          | 10                |

### Classifiche di fine anno
| Classifica (1990) | Posizione |
| ----------------- | --------- |
| Italia            | 49        |